# Kulturförening

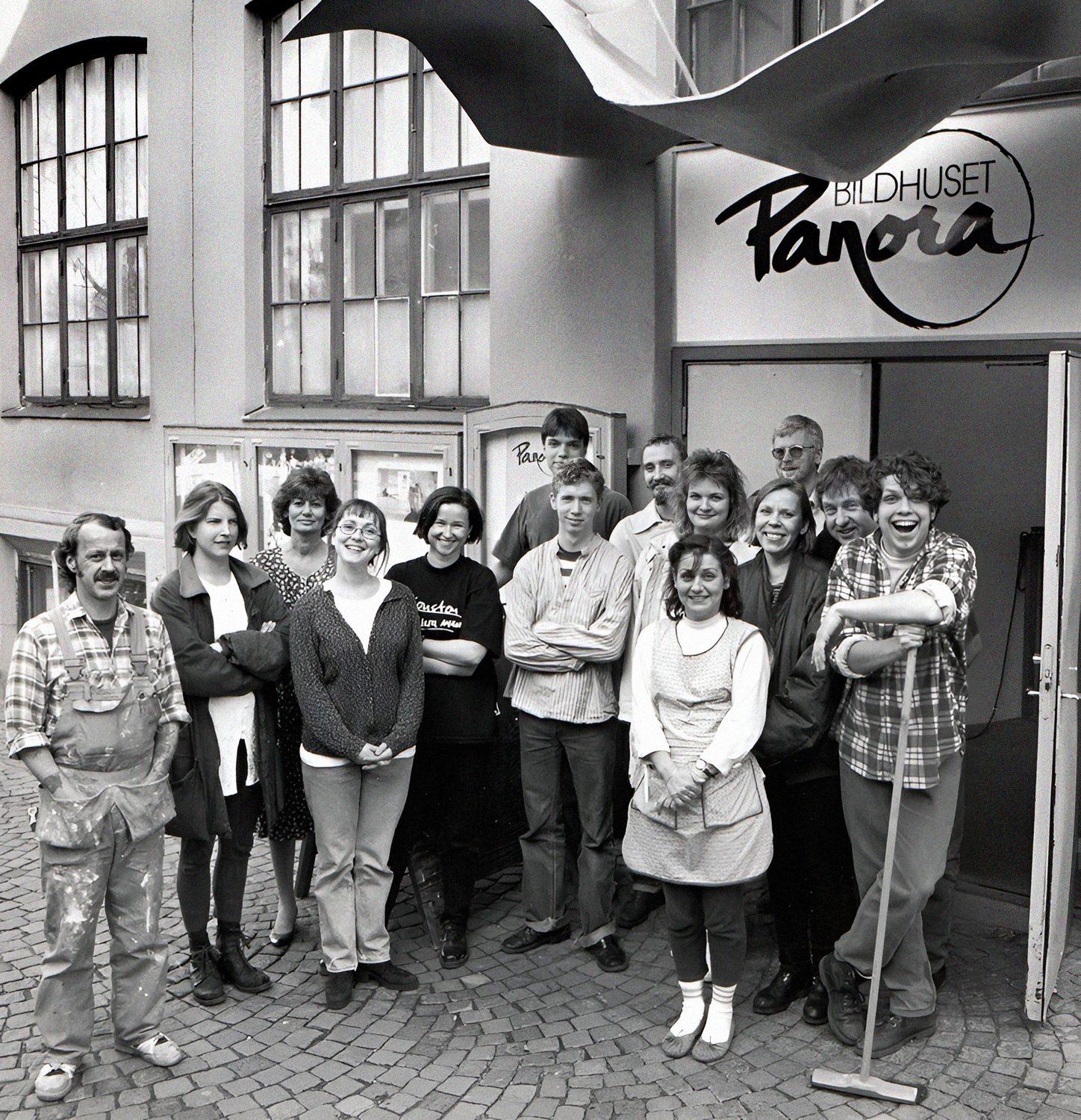
Medlemmar/anställda i Kulturföreningen Folkets Bio utanför Malmöavdelningen Panora 1994 (1983–1993 Bian).

En kulturförening har oftast i syfte att på nybörjar- eller mer eller mindre professionell nivå finnas till som mötesplats för utveckling av ett kulturellt intresse. Man möts som varandras bollplank eller arbetar tillsammans som ett nätverk för att nå ut med sitt kulturarbete. 
Exempel på kulturföreningar är litterära sällskap, akademier, ideella kulturföreningar kring olika konster eller andra kulturyttringar. I många länder organiseras mer eller mindre tillfälliga kulturföreningar på skolnivå, i form av skolelevernas klubbverksamhet. Mer långlivade kulturföreningar är ofta de litterära sällskapen, som bildats för att stödja litteratur generellt eller – vilket är vanligare i dag[när?] – en viss litterär genre eller författare. En kulturförening kan exempelvis driva en tidskrift för medlemmar eller allmän spridning, dela ut priser, verka som påtryckningsgrupp eller remissinstans i statliga kulturfrågor eller arrangera utställningar och olika sammankomster inom sitt intresseområde.